# The Prizefighter and the Lady
The Prizefighter and the Lady is een Amerikaanse misdaadfilm uit 1933 onder regie van W.S. Van Dyke en Howard Hawks. De film werd destijds in Nederland uitgebracht onder de titel De kampioen der vrouwen.

## Verhaal
Een man wordt verliefd op het liefje van een misdadiger. Hij doet mee aan een bokswedstrijd om zijn vege lijf te redden.

## Rolverdeling
| Acteur        | Personage         |
| ------------- | ----------------- |
| Myrna Loy     | Belle             |
| Max Baer      | Steve             |
| Primo Carnera | Carnera           |
| Jack Dempsey  | Promotor          |
| Walter Huston | Professor         |
| Otto Kruger   | Willie Ryan       |
| Vince Barnett | Bugsie            |
| Robert McWade | Geadopteerde zoon |
| Muriel Evans  | Linda             |
| Jean Howard   | Revuemeisje       |